# Pseudohydromys ellermani
Pseudohydromys ellermani är en däggdjursart som beskrevs av Eleanor M.O. Laurie och Hill 1954. Pseudohydromys ellermani ingår i släktet Pseudohydromys och familjen råttdjur. Inga underarter finns listade i Catalogue of Life. Arten listades tidvis i släktet Mayermys.
Artepitet i det vetenskapliga namnet hedrar den brittiska däggdjursforskaren J. R. Ellerman.
Exemplaren blir utan svans 85 till 103 mm långa, svanslängden är 95 till 107 mm och vikten varierar mellan 17 och 21 g. Artens päls har en grå grundfärg på ovansidan och ljusgrå päls på undersidan. Hos några exemplar förekommer en liten vit fläck på bröstet. Artens svans är främst täckt av bruna hår och ibland finns vita eller ljusbruna fläckar. I motsats till alla andra gnagare har arten endast en molar per käkhalva. De övre framtänder är lite framåtböjda. Arten har inte simhud mellan tårna jämförd med nära släktingar.
Denna gnagare förekommer i bergstrakter på Nya Guinea. Den lever i regioner som ligger 1200 till 3000 meter över havet. Arten vistas i fuktiga bergsskogar. Den hittas ofta under grenar och kvistar som ligger på marken. Födan utgörs huvudsakligen av insekter.
Några exemplar jagas för köttets skull. Hela populationen anses vara stor. IUCN listar arten som livskraftig (LC).